# Witischutzzone

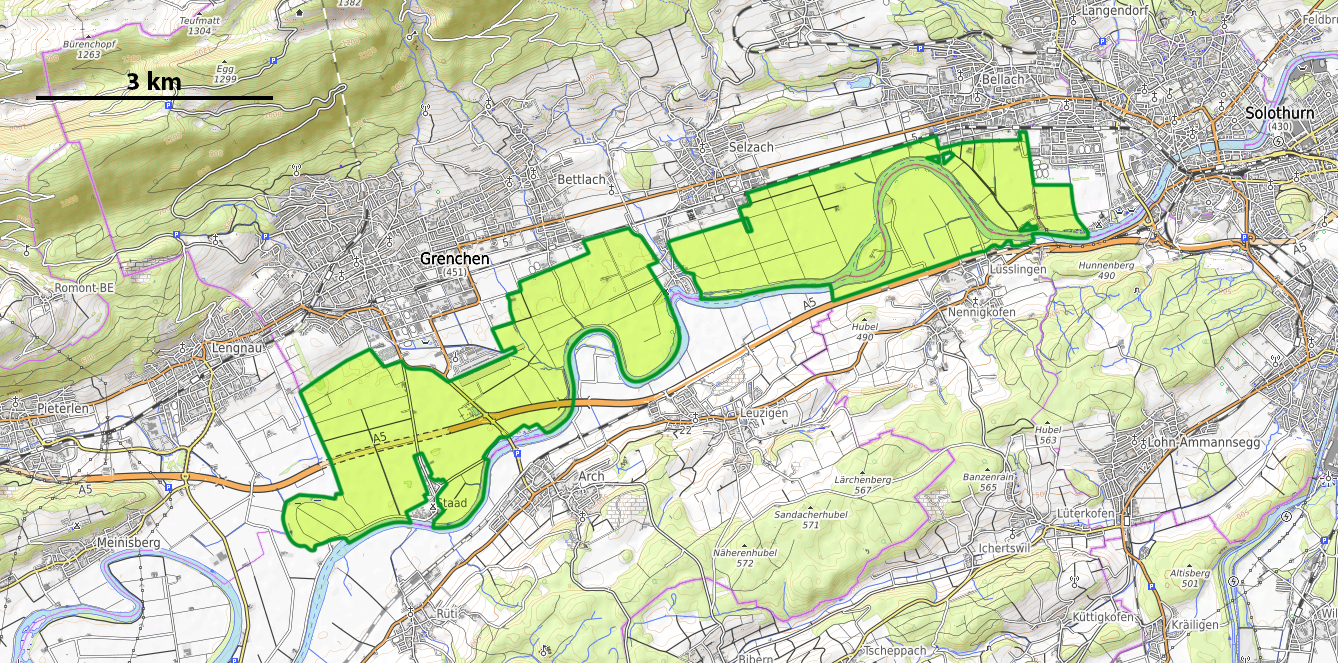
Lage der Witischutzzone zwischen Grenchen und Solothurn

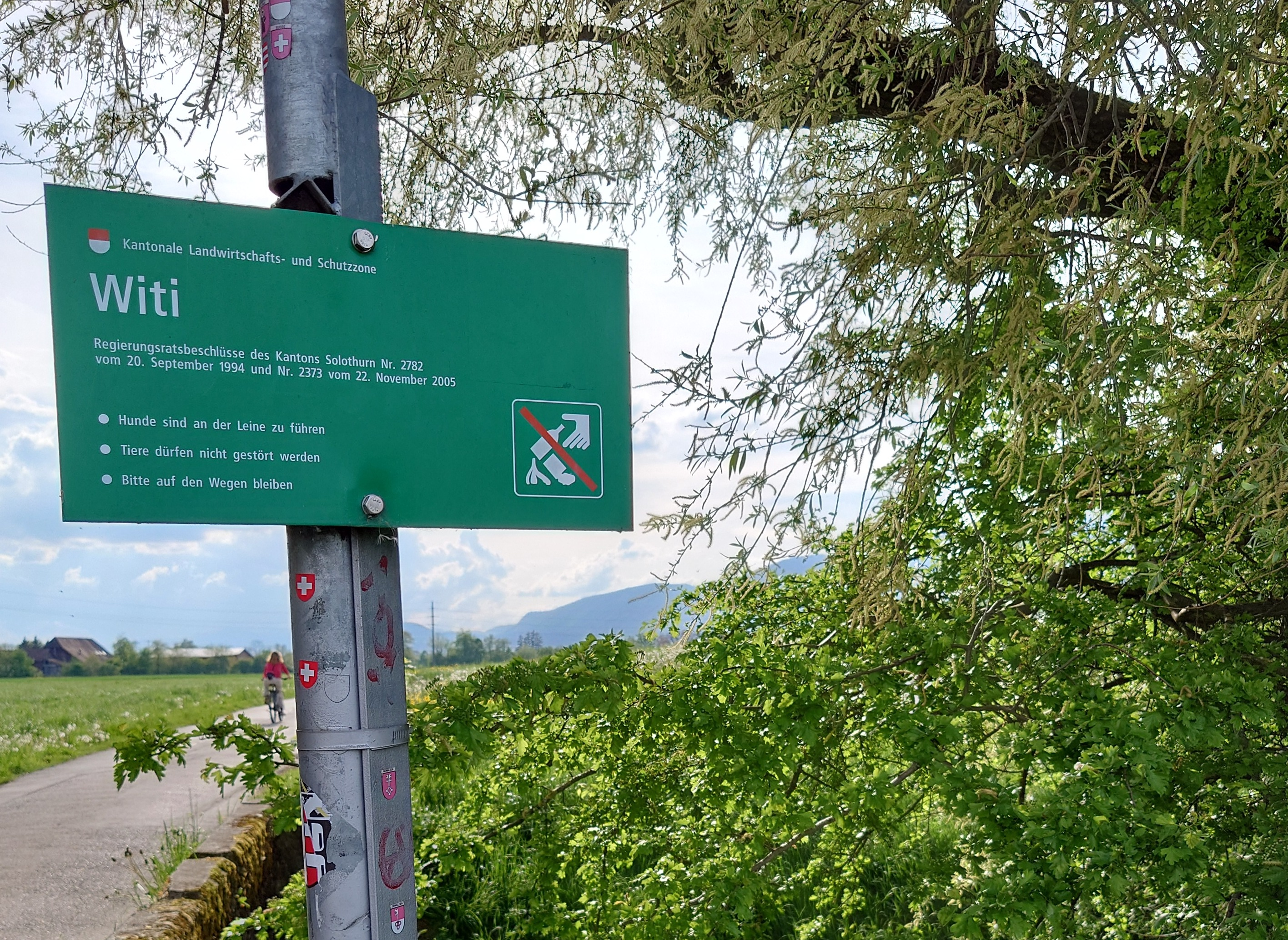
Ein Schild bei Solothurn weist auf den Beginn der Schutzzone hin

Die Witischutzzone ist eine kantonale Landwirtschafts- und Schutzzone nördlich des Flusses Aare zwischen Grenchen und Solothurn im Schweizer Kanton Solothurn. Die offizielle Langbezeichnung lautet Kantonale Landwirtschafts- und Schutzzone Witi Grenchen – Solothurn. Witi ist Solothurner Dialekt und gleichbedeutend mit «Weite».

## Schutzgebiet
Die Zone wurde im Jahr 1994 gesetzlich errichtet. Sie liegt in einem Gebiet von landschaftlicher Schönheit und ist in mehrfacher Hinsicht von nationaler und internationaler Bedeutung. Das Gebiet umfasst ein Zugvogel- und Wasservogel-Reservat, ein Amphibienlaichgebiet von nationaler Bedeutung und ein Auengebiet von nationaler Bedeutung. Auch beherbergt es die Hasenkammer der Schweiz, eine überdurchschnittlich grosse Hasen-Population. Der grösste Bereich davon ist die Grenchenwiti oder Grenchner Witi. Die Schutzzone darf landwirtschaftlich nur extensiv bewirtschaftet werden. Auch im Bereich Freizeitaktivitäten bestehen Nutzungskonflikte, die regulatorisch im Sinne eines Kompromisses (Konzentration der Erholungsnutzung) zu lösen versucht werden. In gewissen Gebieten hat der Schutz der Natur Vorrang, es wird versucht, dies konsequent durchzusetzen.

## Geschichte

Eine Flugaufnahme von 1924 aus 2000 m zeigt die flache Landschaft beidseitig der Aare, hinten der Bielersee

Blick auf den südlichen Teil des national bedeutenden Auengebiets Aare bei Altreu

Die Witi-Landschaft ist ursprünglich ein Produkt der letzten Eiszeit, wo das ganze Gebiet durch den Rhonegletscher mit Eis bedeckt war. Als dieser sich bei Erwärmung zurückzog, entstand vor rund 12'000 Jahren der Solothurner See, dessen Spiegel rund 20 Meter über der heutigen Witi lag. Beim Rückzug des Solothurnersees blieb nebst der Aare die Witi als dessen Seegrund zurück. Bis zur Juragewässerkorrektion war das Gebiet eine häufig überflutete Auen- und Sumpflandschaft, wo Landwirtschaft nur unter erschwerten Bedingungen möglich war.
In den 1960er Jahren bestand für eine gewisse Zeit die Absicht, in der Grenchner Witi bei Staad ein thermisches, ölbefeuertes Kraftwerk zu erstellen.
Beim Bau der Autobahn A5 konnte nach langen Debatten erreicht werden, dass die Grenchenwiti weitgehend untertunnelt wurde.
1992 wurde das national bedeutende Auengebiet «Naturschutzgebiet Aare bei Altreu», das auch einen Abschnitt südlich der Aare umfasst, geschützt.

## Ornithologie
In der Zeitspanne 1980 bis 1995 wurden In der Witi 97 Brutvogel-Arten, wovon deren 37 auf der Schweizer Roten Liste der aussterbenden Arten standen, sowie 150 Durchzieher- und Wintergast-Arten beobachtet. Aufgrund der häufigen Wasserlachen im Kulturland entwickelte sich die Witi zum drittwichtigsten Limikolen-Rastplatz der Schweiz. Bemerkenswert ist, dass auch relativ häufig, vorzugsweise im Frühling, der majestätische Fischadler als Durchzieher beobachtet wird; einzelne der Vögel übernachten sogar auf Uferbäumen der Aare. Unregelmässiger Durchzieher ist zudem der Schwarzstorch, wobei sich die Tiere gelegentlich und vorübergehend im Weißstorch-Gehege der Storchensiedlung Altreu aufhalten. In der Altreuer Witi hält sich als Brutvogel vielfach auch die durch ihren sehr schönen Gesang auffallende Nachtigall auf.